# 2033 Basilea
2033 Basilea è un asteroide della fascia principale. Scoperto nel 1973, presenta un'orbita caratterizzata da un semiasse maggiore pari a 2,2261967 UA e da un'eccentricità di 0,1106679, inclinata di 8,46242° rispetto all'eclittica.
Il nome ricorda la città svizzera di Basilea.